# جائزة أوفرتون
جائزة أوفرتون (ISCB) هي جائزة في علم الأحياء المحوسب تمنح سنويًا من قبل عالم في المرحلة المبكرة إلى المتوسطة من حياته المهنية. ساهم الحائزون على الجائزة بمساهمات كبيرة في مجال البيولوجيا الحاسوبية إما من خلال البحث أو التعليم أو الخدمة أو مزيج من الثلاثة.
تأسست الجائزة من قبل الجمعية الدولية لعلم الأحياء الحسابي في ذكرى كريستيان أوفرتون المساهم الرئيسي في مجال المعلوماتية الحيوية وعضو مجلس إدارة جائزة أوفرتون الذي توفي بشكل غير متوقع في عام 2000.

## القائمة
قائمة الحائزون على الجائزة.
- 2022 - Po-Ru Loh ‏[3]
- 2021 - Barbara Engelhardt[4]
- 2020 - جيان بينج ‏[5]
- 2019 - Christophe Dessimoz[6]
- 2018 - Cole Trapnell[7]
- 2017 - Christoph Bock[8]
- 2016 - Debora Marks[9]
- 2015 - Curtis Huttenhower[10][11]
- 2014 - Dana Pe'er[12]
- 2013 - Gonçalo Abecasis[13]
- 2012 - Ziv Bar-Joseph[14]
- 2011 - Olga Troyanskaya[15]
- 2010 - Steven E. Brenner[16]
- 2009 - Trey Ideker[17]
- 2008 - Aviv Regev[18]
- 2007 - Eran Segal[19]
- 2006 - Mathieu Blanchette[20]
- 2005 - ايوان بيرني[21]
- 2004 - Uri Alon[22]
- 2003 - جيم كينت[1]
- 2002 - دايفيد بيكر[1]
- 2001 - Christopher Burge[1]